# نیزه ماسه
نیزه ماسه (نام علمی: Ammodytidae) نام یک تیره از راسته سوف‌ماهی‌سانان است.